# 12340 Сталле
12340 Сталле (12340 Stalle) — астероїд головного поясу, відкритий 18 грудня 1992 року.
Тіссеранів параметр щодо Юпітера — 3,510.